# Biwa

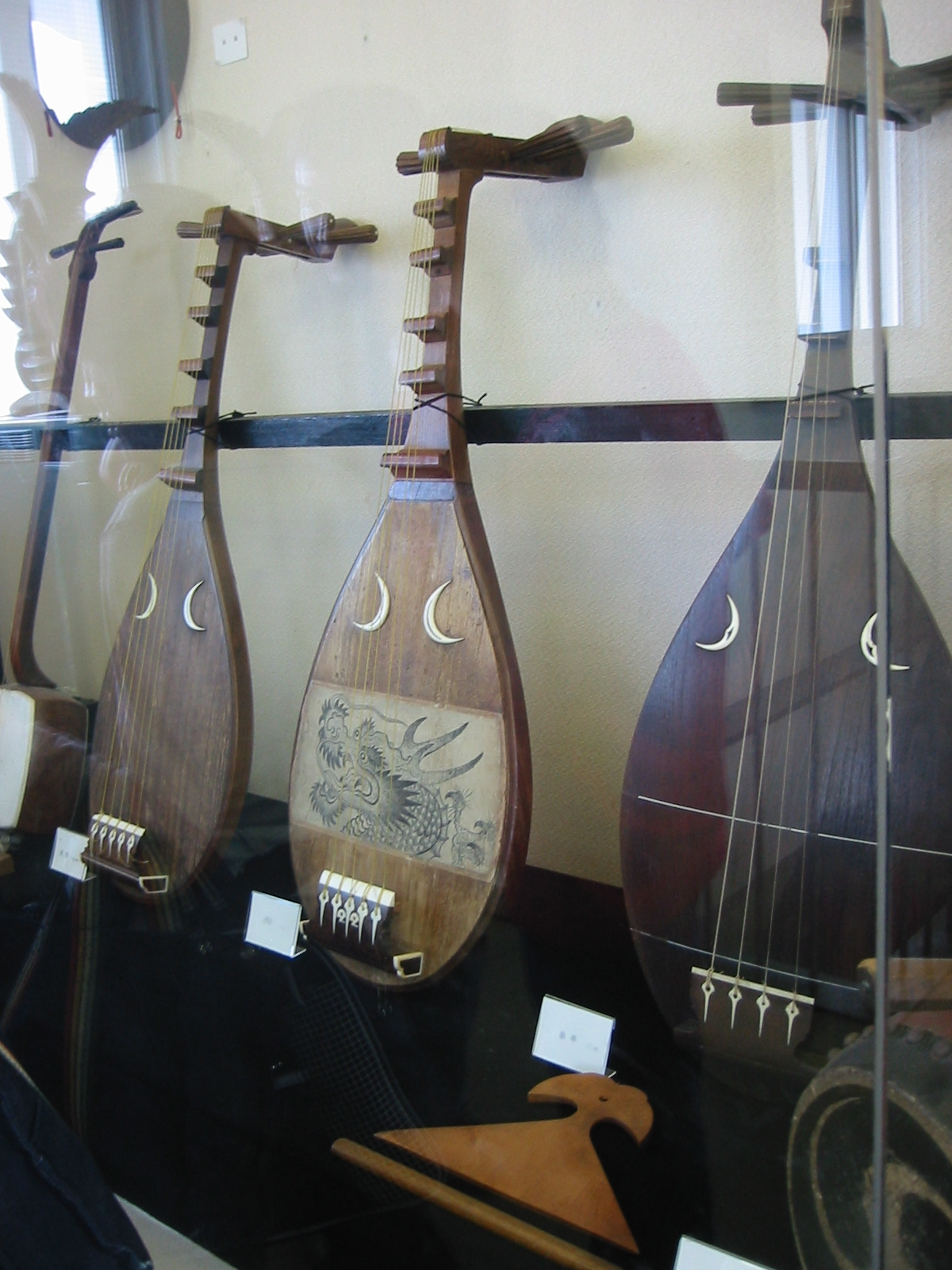
Biwainstrument på Gifu slottsmuseum.

Biwa (japanska: 琵琶?, biwa) är ett japanskt stränginstrument som kan liknas vid en luta med kort hals. Den är en variant av det kinesiska musikinstrumentet pipa. Biwan har använts i Japan sedan Nara-perioden på 600-talet e.Kr.